# Calligonum leucocladum
Calligonum leucocladum là một loài thực vật có hoa trong họ Rau răm. Loài này được (Schrenk) Bunge mô tả khoa học đầu tiên năm 1951.